# Подосое (Билеча)
Подосое (серб. Подосоје / Podosoje) — село в общине Билеча Республики Сербской Боснии и Герцеговины. Население составляет 1110 человек по переписи 2013 года.

## Известные уроженцы
- Ефто Бошняк[серб.] (1918—1942), Народный герой Югославии
- Петар Секулович (1886—1975), отец американского актёра Карла Молдена